# کیتاباتاکه آکی‌ایه
کیتاباتاکه آکی‌ایه (به ژاپنی: 北畠 顕家 Kitabatake Akiie); ۳ آوریل ۱۳۱۸ – ۱۰ ژوئن ۱۳۳۸ (۲۰ سال)) کوگه (منصب وابسته به دربار) در دوره نانبوکوچو اهل ژاپن بود.